# 木魚達磨

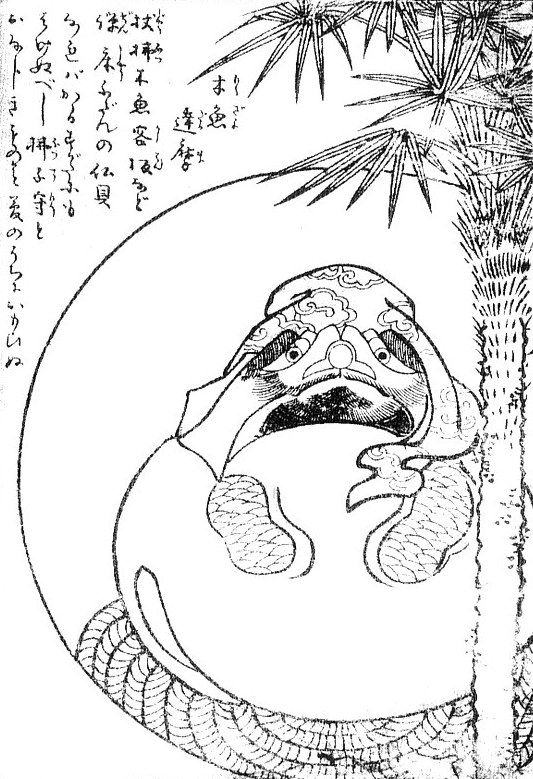
鳥山石燕『百器徒然袋』より「木魚達磨」

木魚達磨（もくぎょだるま）は、鳥山石燕による妖怪画集『百器徒然袋』にある日本の妖怪。
だるまのようなひげの生えた顔をして円座にのっている木魚（もくぎょ）の姿で描かれており、石燕による解説文では木魚と同じ仏具の妖怪である払子守の同類（「払子守とおなじきものかと」とある）であると説明されている。木魚は本来、魚が昼夜問わず目を開けたままであることから、修行僧に対して不眠不休の修行を説くために作られたものであり、また、達摩大師（だるまだいし）も、眠らずに9年間修行したと伝えられてことから、眠らない物の連想として石燕が創作した妖怪であると考えられている。
浮世絵師・月岡芳年は錦絵『百器夜行』（1865年）に石燕の木魚達摩を参考にしたと見られる絵を描いている。

## 平成以降の解説
不眠症のひとの中にはこの妖怪に取り憑かれている人もいるのかも知れないという解説が付与されていることもある。